# Cmentarz Wojenny Wiączyń
Cmentarz wojenny Wiączyń – cmentarz położony w północno-wschodnich obrzeżach miasta Łodzi. Jest miejscem pochówku żołnierzy armii niemieckiej i rosyjskiej z czasów I wojny światowej. Większość ze spoczywających tutaj, to polegli w trakcie walk tzw. Operacji Łódzkiej, która rozegrała się pomiędzy armiami niemiecką i rosyjską w okresie od listopada do grudnia 1914 roku. Większość to ofiary walk w najbliższej okolicy Wiączynia, a także Olechowa, Janowa, Nowosolnej, Dąbrowy, Bedonia czy Feliksina. Pochowani tu zostali także żołnierze, polegli w okolicy, w innych okresach Wielkiej Wojny. Wedle szacunków na cmentarzu spoczywa około 9 tysięcy żołnierzy. Znajdują się wśród nich Polacy wcieleni do armii rosyjskiej, bądź niemieckiej.

## Układ przestrzenny

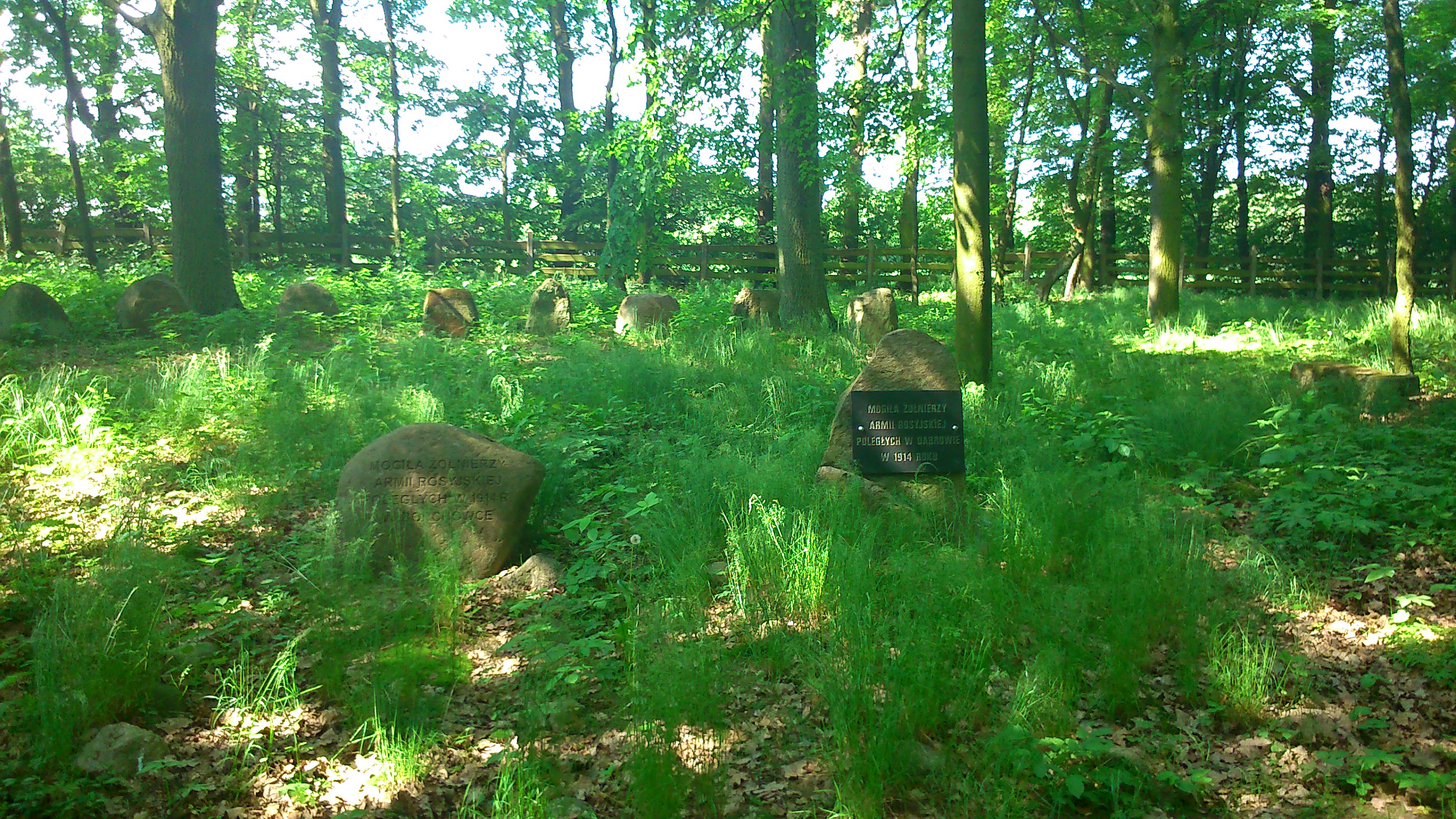
Cmentarz Wojenny Wiączyń – kwatera żołnierzy rosyjskich

Cmentarz został założony bezpośrednio po walkach. Wraz z upływem lat na jego teren przenoszono kolejne mogiły, z czasem likwidując całe polowe cmentarze wojenne z innych rejonów Łodzi. W okresie międzywojennym w fundację cmentarza i opiekę nad nim mocno angażowała się rodzina znanego łódzkiego fabrykanta, Niemca Karola Scheiblera.

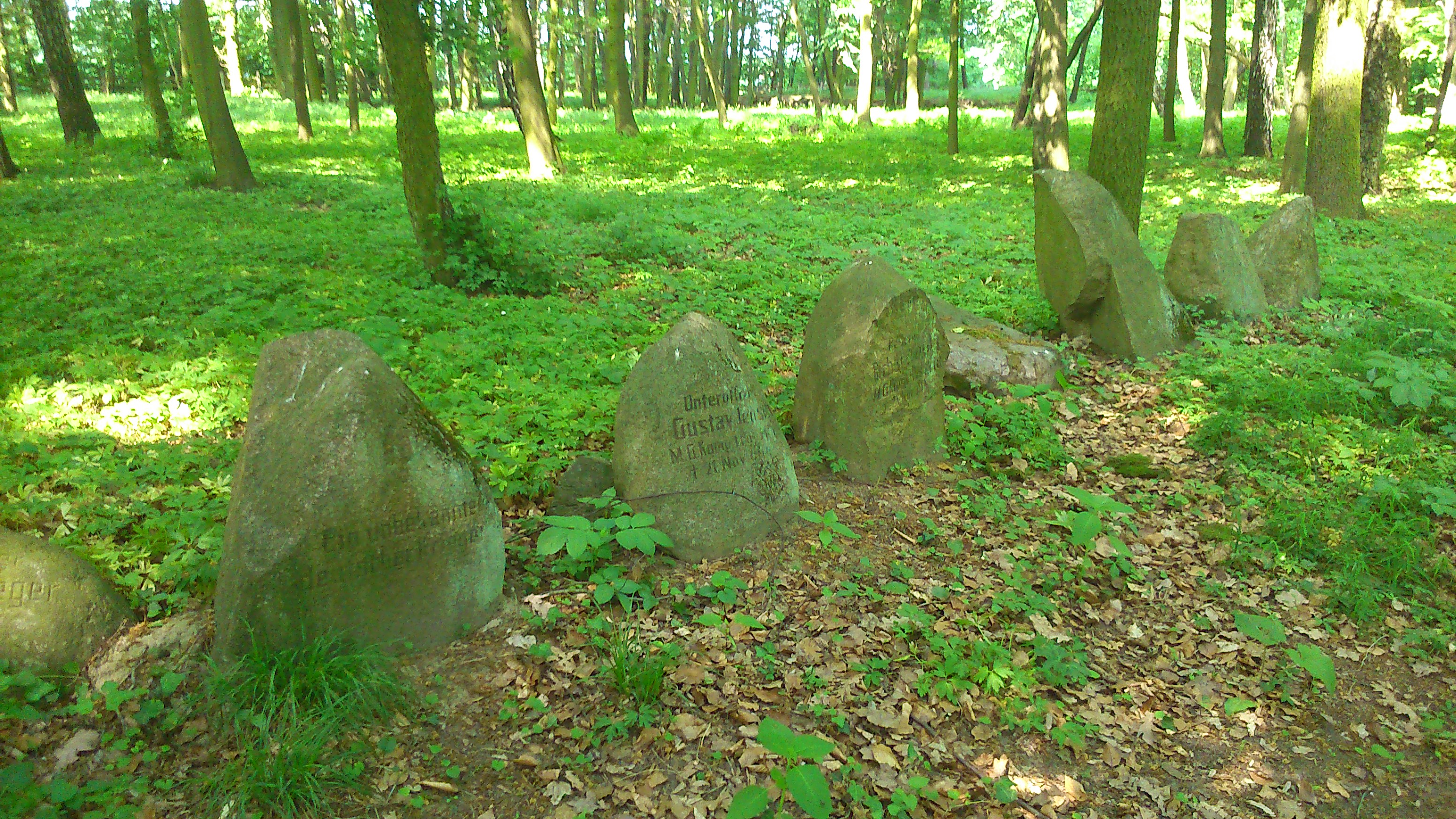
Cmentarz Wojenny Wiączyń – kwatera żołnierzy niemieckich

Cmentarz dzieli się wzdłuż osi wschód-zachód na dwie części – niemiecką i rosyjską. Część niemiecka znajduje się po stronie północnej, rosyjska po południowej. Obie części nekropolii są niemal wzajemnie symetryczne i cechują się specyficznym układem grobów. Od strony wschodniej wpierw napotykamy na kwatery oficerów i podoficerów (w części rosyjskiej także zwykłych żołnierzy). Wyróżniają je tablice nagrobne wykonane z potężnych głazów, z wyrytymi nań informacjami. Po stronie niemieckiej znajdują się wyłącznie oficerowie i podoficerowie, układ nagrobków zaś utrzymany jest w formie prostokąta otwartego w kierunku zachodnim. Po stronie rosyjskiej układ kamieni nagrobnych jest zbliżony, z tym że są one ułożone w formie półokręgu, także otwartego w kierunku zachodnim. Z obu tych części wychodzą szerokie aleje spacerowe prowadzące ku zachodniej ścianie cmentarza, którą wieńczą dwa niewielkie wzniesienia z monumentami z krzyżami – łacińskim po stronie niemieckiej i prawosławnym po stronie rosyjskiej. Teren pomiędzy obeliskami a półokręgiem/czworobokiem wypełniają mogiły szeregowych żołnierzy z kamieniami nagrobnymi w formie betonowych płyt. Spora część nagrobków na cmentarzu posiada podstawowy opis umożliwiający identyfikację żołnierza oraz jego jednostki i daty śmierci, jednak znaczną część stanowią anonimowe mogiły zbiorowe. Zachowane nagrobki spotyka się w kilku odmianach, część jest wyryta w języku polskim, część w rosyjskim i niemieckim – wiąże się to zapewne z różnym okresem ich powstawania.

## Walki w rejonie Wiączynia
Większość walk w okolicy Wiączynia rozegrała się w okresie pomiędzy 9 a 15 grudnia 1914 roku. Las wiączyński wraz z pobliskimi zabudowaniami znajdował się wtedy w rękach rosyjskich. Uderzyły na niego siły niemieckiego 32., 94. i 96. pułku piechoty, wspierane artylerią z kierunku pobliskich Mileszek. Walki były zacięte, większość zabudowań Wiączynia Dolnego została zrównana z ziemią. Walczono o każdy dom, wielokrotnie dochodziło do walki na bagnety. 15 grudnia Rosjanie wycofali się z tego rejonu.

## Historia najnowsza
29 listopada 2006 roku na cmentarzu pochowano dziesięciu żołnierzy rosyjskich, którzy polegli w listopadzie 1914 roku. Ich szczątki zostały odnalezione w lasach niedaleko Mileszek.